# Estonian International 2018
Die Estonian International 2018 im Badminton fanden vom 11. bis 14. Januar 2018 in Tallinn statt.

## Sieger und Platzierte
| Disziplin    | Gold                               | Silber                            | Bronze                             |
| ------------ | ---------------------------------- | --------------------------------- | ---------------------------------- |
| Herreneinzel | Lucas Claerbout                    | Jacob Nilsson                     | Hermansah                          |
| Herreneinzel | Lucas Claerbout                    | Jacob Nilsson                     | Henri Aarnio                       |
| Dameneinzel  | Ksenia Polikarpova                 | Michelle Skødstrup                | Kristin Kuuba                      |
| Dameneinzel  | Ksenia Polikarpova                 | Michelle Skødstrup                | Qi Xuefei                          |
| Herrendoppel | Andrey Parakhodin Nikolai Ukk      | Peter Käsbauer Johannes Pistorius | Eloi Adam Samy Corvée              |
| Herrendoppel | Andrey Parakhodin Nikolai Ukk      | Peter Käsbauer Johannes Pistorius | Max Flynn Gregory Mairs            |
| Damendoppel  | Ekaterina Bolotova Alina Davletova | Jessica Hopton Jenny Moore        | Linda Efler Olga Konon             |
| Damendoppel  | Ekaterina Bolotova Alina Davletova | Jessica Hopton Jenny Moore        | Julie MacPherson Eleanor O’Donnell |
| Mixed        | Peter Käsbauer Olga Konon          | Gregory Mairs Jenny Moore         | Rodion Alimov Alina Davletova      |
| Mixed        | Peter Käsbauer Olga Konon          | Gregory Mairs Jenny Moore         | Thom Gicquel Delphine Delrue       |

## Ergebnisse

### Herreneinzel Qualifikation
- Joonas Korhonen –  Marton Szerecz: 21-15 / 12-21 / 21-11
- Jesper Paul –  Shokhzod Gulomzoda: 10-21 / 21-12 / 21-16
- Kevin Arokia Walter –  Tauri Kilk: 21-9 / 21-7
- Julien Scheiwiller –  Zach Russ: 21-19 / 21-17
- Victor Zuhr –  Aleksander Bazanov: 21-10 / 21-17
- Mika Kongas –  Mikhail Lavrikov: 22-20 / 21-8
- Karupathevan Jhotiswaran –  Andrey Parakhodin: 21-14 / 21-8
- Christo Popov –  Jens Veende: 21-9 / 21-6
- Dmytro Zavadsky –  Juha Honkanen: 21-7 / 21-8
- Kristjan Täherand –  Ethan van Leeuwen: 21-17 / 21-15
- Valentin Singer –  Marcus Lõo: 21-12 / 21-8
- Douglas Lidman –  Quentin Filliettaz: 14-21 / 21-16 / 21-16
- Colin Hammarberg –  Artur Ajupov: 21-12 / 21-12
- Sander Merits –  Reinis Sefers: 21-15 / 21-16
- Dmitrii Klimenko –  Julius von Pfaler: 21-16 / 21-17
- Romain Frank –  Alexander Verner: 21-13 / 21-16
- Miika Lahtinen –  Rui Mendes: 25-23 / 16-21 / 21-15
- Maxim Romanov –  Patrick Mørkøv Petersen: 21-8 / 21-8
- Karl Kert –  Sachin Chandra Shekhara: 21-15 / 21-17
- Lev Barinov –  Mihkel Laanes: 21-16 / 12-21 / 22-20
- Anton Monnberg –  Karl-Rasmus Pungas: 21-12 / 21-8
- Arto Lahtinen –  Heiko Zoober: 22-20 / 21-19
- Heming Lin –  Mikk Järveoja: 21-9 / 21-15
- Andis Berzins –  Egor Okolov: w.o.
- Dimitar Yanakiev –  Ditlev Jæger Holm: w.o.
- Hans-Kristjan Pilve –  Joran Kweekel: w.o.
- Mamadu Saidu Barrie –  Philipp Discher: w.o.
- Mikk Ounmaa –  Arnaud Merklé: w.o.
- Pauls Gureckis –  Abu Bakarr Barrie: w.o.
- Rainer Kaljumae –  Léo Rossi: w.o.
- Edijs Līviņš –  Chen Shiau Cheng: w.o.
- Kevin Arokia Walter –  Jesper Paul: 21-17 / 21-19
- Julien Scheiwiller –  Victor Zuhr: 23-21 / 21-15
- Mika Kongas –  Andis Berzins: 21-6 / 21-17
- Karupathevan Jhotiswaran –  Dimitar Yanakiev: 21-18 / 21-16
- Christo Popov –  Hans-Kristjan Pilve: 21-14 / 21-9
- Dmytro Zavadsky –  Kristjan Täherand: 21-18 / 21-18
- Douglas Lidman –  Valentin Singer: 21-13 / 21-12
- Colin Hammarberg –  Sander Merits: 21-17 / 21-13
- Romain Frank –  Dmitrii Klimenko: 21-14 / 21-11
- Rainer Kaljumae –  Pauls Gureckis: 21-13 / 21-10
- Miika Lahtinen –  Maxim Romanov: 21-17 / 21-16
- Karl Kert –  Lev Barinov: 21-13 / 21-7
- Anton Monnberg –  Arto Lahtinen: 21-18 / 21-16
- Heming Lin –  Edijs Līviņš: 1-0 Ret.
- Joonas Korhonen –  Michael Spencer-Smith: w.o.
- Mikk Ounmaa –  Mamadu Saidu Barrie: w.o.
- Joonas Korhonen –  Kevin Arokia Walter: 22-20 / 20-22 / 21-16
- Julien Scheiwiller –  Mika Kongas: 16-21 / 21-19 / 21-17
- Karupathevan Jhotiswaran –  Christo Popov: 21-14 / 21-15
- Dmytro Zavadsky –  Douglas Lidman: 21-15 / 21-15
- Colin Hammarberg –  Mikk Ounmaa: 21-12 / 21-9
- Romain Frank –  Rainer Kaljumae: 21-8 / 21-13
- Karl Kert –  Miika Lahtinen: 21-11 / 21-14
- Anton Monnberg –  Heming Lin: 21-16 / 21-10

### Herreneinzel
- Raul Must –  Léo Rossi: 21-14 / 21-17
- Arnaud Merklé –  Karupathevan Jhotiswaran: 21-7 / 21-14
- Gergely Krausz –  Daniel Chislov: 21-17 / 21-16
- Henri Aarnio –  Lars Schänzler: 21-18 / 0-0 Ret.
- Eetu Heino –  Romain Frank: 21-17 / 21-11
- Emre Lale –  Michael Spencer-Smith: 21-10 / 21-14
- Jacob Nilsson –  Duarte Nuno Anjo: 21-7 / 21-8
- Pierrick Cajot –  Colin Hammarberg: 21-10 / 21-17
- Dmytro Zavadsky –  Karl Kert: 21-14 / 10-21 / 21-10
- Alexander Roovers –  Julien Scheiwiller: 21-13 / 21-13
- Felix Burestedt –  Bernardo Atilano: 21-10 / 17-21 / 21-13
- Lucas Claerbout –  Anton Monnberg: 21-6 / 21-12
- Hermansah –  Joonas Korhonen: 21-10 / 17-21 / 21-11
- Iikka Heino –  Muhammed Ali Kurt: 21-15 / 21-7
- Chen Shiau Cheng –  Christian Kirchmayr: 15-21 / 21-16 / 21-12
- Kalle Koljonen –  Jonathan Persson: 21-14 / 21-17
- Raul Must –  Arnaud Merklé: 21-17 / 21-17
- Henri Aarnio –  Gergely Krausz: 21-17 / 21-19
- Emre Lale –  Eetu Heino: 23-21 / 18-21 / 24-22
- Jacob Nilsson –  Pierrick Cajot: 21-3 / 21-11
- Dmytro Zavadsky –  Alexander Roovers: 21-19 / 21-15
- Lucas Claerbout –  Felix Burestedt: 21-14 / 21-12
- Hermansah –  Iikka Heino: 21-18 / 22-20
- Kalle Koljonen –  Chen Shiau Cheng: 21-14 / 21-10
- Henri Aarnio –  Raul Must: 21-18 / 21-16
- Jacob Nilsson –  Emre Lale: 22-24 / 21-18 / 21-16
- Lucas Claerbout –  Dmytro Zavadsky: 21-9 / 21-17
- Hermansah –  Kalle Koljonen: 21-19 / 21-16
- Jacob Nilsson –  Henri Aarnio: 21-15 / 21-16
- Lucas Claerbout –  Hermansah: 21-18 / 21-17
- Lucas Claerbout –  Jacob Nilsson: 21-16 / 21-6

### Dameneinzel Qualifikation
- Johanna Luostarinen –  Helis Pajuste: 21-19 / 21-18
- Viktoriia Vorobeva –  Monika Radovska: 21-16 / 22-20
- Léonice Huet –  Mathilde Haapanen: 21-12 / 21-15
- Hanna Karkaus –  Una Berga: 21-16 / 21-15
- Ashwathi Pillai –  Merit Mägi: 21-8 / 21-10
- Michelle Skødstrup –  Alena Iakovleva: 21-9 / 21-7
- Ella Soderstrom –  Julie Ferrier: 21-15 / 18-21 / 22-20
- Maija Krzywacki –  Hannaliina Piho: 13-21 / 21-12 / 23-21
- Jekaterina Romanova –  Nella Siilasmaa: 21-14 / 21-14
- Abigail Holden –  Liana Lencevica: 21-18 / 21-10
- Maryana Viarbitskaya –  Jessica Jäntti: 21-18 / 21-18
- Maja Pavlinić –  Julia Bitsoukova: 21-10 / 21-13
- Elizaveta Tarasova –  Katsiaryna Zablotskaya: 21-14 / 21-3
- Ieva Pope –  Anastasia Stogova: 21-18 / 21-14
- Tuuli Härkönen - Vlada Ginga: 21-16 / 21-17
- Johanna Magnusson –  Anastasiia Boiarun: 21-6 / 21-8
- Viktoriia Vorobeva –  Johanna Luostarinen: 21-19 / 19-21 / 21-15
- Léonice Huet –  Hanna Karkaus: 21-12 / 21-9
- Michelle Skødstrup –  Ashwathi Pillai: 21-7 / 21-7
- Ella Soderstrom –  Maija Krzywacki: 21-13 / 13-21 / 21-8
- Abigail Holden –  Jekaterina Romanova: 21-14 / 21-16
- Maja Pavlinić –  Maryana Viarbitskaya: 21-13 / 21-9
- Elizaveta Tarasova –  Ieva Pope: 21-18 / 21-17
- Johanna Magnusson –  Tuuli Härkönen: 21-10 / 21-15

### Dameneinzel
- Ksenia Polikarpova –  Sónia Gonçalves: 21-8 / 21-9
- Yaëlle Hoyaux –  Elizaveta Tarasova: 23-21 / 19-21 / 21-19
- Soraya de Visch Eijbergen –  Maja Pavlinić: 21-10 / 21-9
- Getter Saar –  Anastasiya Cherniavskaya: 21-15 / 21-6
- Anastasiia Semenova –  Kate Foo Kune: 14-21 / 21-15 / 21-10
- Viktoriia Vorobeva –  Manon Krieger: 21-16 / 15-21 / 21-17
- Yvonne Li –  Ella Soderstrom: 21-17 / 21-5
- Qi Xuefei –  Victoria Slobodyanyuk: 21-15 / 21-6
- Ksenia Evgenova –  Marie Batomene: 15-21 / 21-14 / 21-16
- Ágnes Kőrösi –  Katia Normand: 17-21 / 21-18 / 21-15
- Léonice Huet –  Maryna Iljinska: 21-15 / 21-16
- Kristin Kuuba –  Gayle Mahulette: 21-9 / 10-21 / 23-21
- Michelle Skødstrup –  Zuzana Pavelková: 21-4 / 21-6
- Alesia Zaitsava –  Kati-Kreet Marran: 21-12 / 21-13
- Ayla Huser –  Abigail Holden: 21-16 / 27-25
- Mariya Mitsova –  Johanna Magnusson: 21-14 / 21-11
- Ksenia Polikarpova –  Yaëlle Hoyaux: 21-13 / 21-18
- Soraya de Visch Eijbergen –  Getter Saar: 21-10 / 21-8
- Anastasiia Semenova –  Viktoriia Vorobeva: 21-14 / 21-17
- Qi Xuefei –  Yvonne Li: 21-18 / 17-21 / 21-14
- Ksenia Evgenova –  Ágnes Kőrösi: 21-16 / 21-16
- Kristin Kuuba –  Léonice Huet: 21-19 / 21-10
- Michelle Skødstrup –  Alesia Zaitsava: 21-19 / 21-11
- Mariya Mitsova –  Ayla Huser: 21-16 / 21-9
- Ksenia Polikarpova –  Soraya de Visch Eijbergen: 21-18 / 21-4
- Qi Xuefei –  Anastasiia Semenova: 21-14 / 21-8
- Kristin Kuuba –  Ksenia Evgenova: 21-17 / 21-10
- Michelle Skødstrup –  Mariya Mitsova: 21-11 / 19-21 / 21-19
- Ksenia Polikarpova –  Qi Xuefei: 13-21 / 21-16 / 21-17
- Michelle Skødstrup –  Kristin Kuuba: 21-18 / 21-15
- Ksenia Polikarpova –  Michelle Skødstrup: 21-13 / 21-17

### Herrendoppel Qualifikation
- Anton Monnberg /  Jesper Paul –  Andres Aru /  Sven Kavald: 21-13 / 21-15
- Karl Kivinurm /  Vahur Lukin –  Pauls Gureckis /  Edijs Līviņš: 21-15 / 21-12
- Oskari Larkimo /  Tuomas Nuorteva –  Hans-Kristjan Pilve /  Alexander Raudsepp: 21-13 / 21-10
- Anton Kaisti /  Jere Övermark –  Dominic Ashton /  Michael Roe: 22-20 / 15-21 / 21-16
- Duarte Nuno Anjo /  Bernardo Atilano –  Artur Ajupov /  Tauri Kilk: 21-15 / 21-14
- Karl Kert /  Marcus Lõo –  Egor Okolov /  Alexander Verner: w.o.
- Oskari Larkimo /  Tuomas Nuorteva –  Karl Kivinurm /  Vahur Lukin: 21-13 / 21-12
- Duarte Nuno Anjo /  Bernardo Atilano –  Anton Kaisti /  Jere Övermark: 21-19 / 22-20
- Anton Monnberg /  Jesper Paul –  Peter Käsbauer /  Johannes Pistorius: w.o.
- Karl Kert /  Marcus Lõo –  Juha Honkanen /  Miika Lahtinen: w.o.

### Herrendoppel
- Hermansah /  Gustav Stromvall –  Romain Frank /  Florent Riancho: 21-16 / 21-14
- Gergely Krausz /  Tovannakasem Samatcha –  Mikk Järveoja /  Mihkel Laanes: 21-10 / 21-17
- Mikhail Lavrikov /  Maxim Romanov –  Zach Russ /  Ethan van Leeuwen: 18-21 / 21-8 / 26-24
- Eloi Adam /  Samy Corvée –  Lev Barinov /  Dmitrii Klimenko: 21-10 / 21-13
- Rodion Alimov /  Rodion Kargaev –  Mikk Ounmaa /  Heiko Zoober: 21-18 / 21-15
- Max Flynn /  Gregory Mairs –  Duarte Nuno Anjo /  Bernardo Atilano: 21-16 / 21-15
- Kristjan Kaljurand /  Raul Käsner –  Adarsh Kumar /  Jagadish Yadav: 21-16 / 21-16
- Mathieu Gangloff /  Tom Rodrigues –  Karl Kert /  Marcus Lõo: 21-13 / 21-14
- Peter Käsbauer /  Johannes Pistorius –  Hermansah /  Gustav Stromvall: 21-10 / 21-13
- Gergely Krausz /  Tovannakasem Samatcha –  Anton Monnberg /  Jesper Paul: 21-19 / 21-19
- Mikhail Lavrikov /  Maxim Romanov –  Alexander Bass /  Shai Geffen: 21-19 / 21-16
- Eloi Adam /  Samy Corvée –  Shokhzod Gulomzoda /  Vladimir Nikulov: 21-7 / 21-15
- Rodion Alimov /  Rodion Kargaev –  Oskari Larkimo /  Tuomas Nuorteva: 21-18 / 21-17
- Max Flynn /  Gregory Mairs –  Henri Aarnio /  Iikka Heino: 21-16 / 21-14
- Andrey Parakhodin /  Nikolai Ukk –  Kristjan Kaljurand /  Raul Käsner: 18-21 / 21-9 / 21-11
- Mathieu Gangloff /  Tom Rodrigues –  Juha Honkanen /  Miika Lahtinen: 21-17 / 21-10
- Peter Käsbauer /  Johannes Pistorius –  Gergely Krausz /  Tovannakasem Samatcha: 21-12 / 21-16
- Eloi Adam /  Samy Corvée –  Mikhail Lavrikov /  Maxim Romanov: 21-11 / 21-14
- Max Flynn /  Gregory Mairs –  Rodion Alimov /  Rodion Kargaev: 19-21 / 21-9 / 21-19
- Andrey Parakhodin /  Nikolai Ukk –  Mathieu Gangloff /  Tom Rodrigues: 21-17 / 21-10
- Peter Käsbauer /  Johannes Pistorius –  Eloi Adam /  Samy Corvée: 21-9 / 21-14
- Andrey Parakhodin /  Nikolai Ukk –  Max Flynn /  Gregory Mairs: 21-16 / 18-21 / 21-19
- Andrey Parakhodin /  Nikolai Ukk –  Peter Käsbauer /  Johannes Pistorius: 14-21 / 21-18 / 21-19

### Damendoppel Qualifikation
- Maija Krzywacki /  Inalotta Suutarinen –  Catlyn Kruus /  Ramona Üprus: 21-11 / 21-14
- Sigrid Laura Moora /  Hannaliina Piho –  Karina Kapanen /  Victoria Korobova: 21-18 / 19-21 / 21-13
- Sigrid Laura Moora /  Hannaliina Piho –  Tuuli Härkönen /  Elina Niranen: 22-20 / 14-21 / 23-21
- Maija Krzywacki /  Inalotta Suutarinen –  Kati-Kreet Marran /  Getter Saar: w.o.

### Damendoppel
- Victoria Slobodyanyuk /  Elizaveta Tarasova –  Verlaine Faulmann /  Margot Lambert: 21-16 / 9-21 / 21-11
- Emma Karlsson /  Johanna Magnusson –  Anastasiia Boiarun /  Alena Iakovleva: 21-8 / 21-6
- Maija Krzywacki /  Inalotta Suutarinen –  Anastasiya Cherniavskaya /  Alesia Zaitsava: 20-22 / 21-13 / 21-14
- Maryna Iljinska /  Yelyzaveta Zharka –  Ieva Pope /  Monika Radovska: 21-11 / 21-13
- Tatjana Bibik /  Irina Khlebko –  Jenny Nyström /  Sonja Pekkola: 21-14 / 19-21 / 21-13
- Debora Jille /  Imke van der Aar –  Anika Dörr /  Annika Horbach: 21-14 / 21-17
- Jessica Hopton /  Jenny Moore –  Ksenia Evgenova /  Anastasiia Semenova: 21-19 / 21-14
- Linda Efler /  Olga Konon –  Lizzie Tolman /  Ciara Torrance: w.o.
- Ekaterina Bolotova /  Alina Davletova –  Victoria Slobodyanyuk /  Elizaveta Tarasova: 21-6 / 21-16
- Emma Karlsson /  Johanna Magnusson –  Hanna Karkaus /  Johanna Luostarinen: 21-9 / 21-8
- Linda Efler /  Olga Konon –  Kati-Kreet Marran /  Getter Saar: 21-16 / 21-14
- Maija Krzywacki /  Inalotta Suutarinen –  Liana Lencevica /  Jekaterina Romanova: 21-19 / 21-16
- Maryna Iljinska /  Yelyzaveta Zharka –  Julia Bitsoukova /  Maryana Viarbitskaya: 21-15 / 21-8
- Julie MacPherson /  Eleanor O’Donnell –  Tatjana Bibik /  Irina Khlebko: 21-15 / 21-18
- Debora Jille /  Imke van der Aar –  Sigrid Laura Moora /  Hannaliina Piho: 21-13 / 21-13
- Jessica Hopton /  Jenny Moore –  Émilie Lefel /  Anne Tran: 21-16 / 12-21 / 23-21
- Ekaterina Bolotova /  Alina Davletova –  Emma Karlsson /  Johanna Magnusson: 21-19 / 21-14
- Linda Efler /  Olga Konon –  Maija Krzywacki /  Inalotta Suutarinen: 21-14 / 21-12
- Julie MacPherson /  Eleanor O’Donnell –  Maryna Iljinska /  Yelyzaveta Zharka: 21-17 / 21-23 / 21-17
- Jessica Hopton /  Jenny Moore –  Debora Jille /  Imke van der Aar: 21-17 / 10-21 / 22-20
- Ekaterina Bolotova /  Alina Davletova –  Linda Efler /  Olga Konon: 8-21 / 21-17 / 21-14
- Jessica Hopton /  Jenny Moore –  Julie MacPherson /  Eleanor O’Donnell: 21-15 / 21-9
- Ekaterina Bolotova /  Alina Davletova –  Jessica Hopton /  Jenny Moore: 21-10 / 21-10

### Mixed Qualifikation
- Vladimir Nikulov /  Anastasiia Semenova –  Artur Ajupov /  Ramona Üprus: 21-11 / 21-14
- Mikk Ounmaa /  Sigrid Laura Moora –  Edijs Līviņš /  Diana Stognija: 21-14 / 21-14
- Jere Övermark /  Inalotta Suutarinen –  Andres Aru /  Ulla Helm: 21-17 / 23-21
- Dmitrii Klimenko /  Alena Iakovleva –  Hans-Kristjan Pilve /  Arina Krõlova: 21-14 / 22-20
- Mikk Ounmaa /  Sigrid Laura Moora –  Jesper Paul /  Elina Niranen: 24-22 / 21-17
- Jere Övermark /  Inalotta Suutarinen –  Alexander Raudsepp /  Merit Mägi: 21-10 / 21-15
- Dmitrii Klimenko /  Alena Iakovleva –  Peter Käsbauer /  Olga Konon: w.o.

### Mixed
- Michael Roe /  Jessica Hopton –  Lev Barinov /  Anastasiia Boiarun: 21-12 / 21-12
- Peter Käsbauer /  Olga Konon –  Max Flynn /  Lizzie Tolman: 21-14 / 21-13
- Jacob Nilsson /  Emma Karlsson –  Jere Övermark /  Inalotta Suutarinen: 21-19 / 21-14
- Mathieu Gangloff /  Imke van der Aar –  Andrey Parakhodin /  Tatjana Bibik: 21-19 / 21-9
- Tuomas Nuorteva /  Sonja Pekkola –  Sander Merits /  Kati-Kreet Marran: 21-12 / 21-14
- Dimitar Yanakiev /  Mariya Mitsova –  Dmitrii Klimenko /  Alena Iakovleva: 21-15 / 21-19
- Vladimir Nikulov /  Anastasiia Semenova –  Mikhail Lavrikov /  Irina Khlebko: 25-23 / 26-24
- Anton Kaisti /  Jenny Nyström –  Michael Roe /  Jessica Hopton: 22-20 / 14-21 / 21-15
- Peter Käsbauer /  Olga Konon –  Samy Corvée /  Émilie Lefel: 21-13 / 21-16
- Thom Gicquel /  Delphine Delrue –  Jacob Nilsson /  Emma Karlsson: 21-17 / 17-21 / 21-10
- Rodion Kargaev /  Viktoriia Vorobeva –  Mathieu Gangloff /  Imke van der Aar: 21-18 / 22-20
- Eloi Adam /  Anne Tran –  Tuomas Nuorteva /  Sonja Pekkola: 21-15 / 21-12
- Rodion Alimov /  Alina Davletova –  Dimitar Yanakiev /  Mariya Mitsova: 21-13 / 21-18
- Vladimir Nikulov /  Anastasiia Semenova –  Julius von Pfaler /  Tuuli Härkönen: 21-17 / 21-13
- Gregory Mairs /  Jenny Moore –  Mikk Ounmaa /  Sigrid Laura Moora: 21-11 / 21-11
- Peter Käsbauer /  Olga Konon –  Anton Kaisti /  Jenny Nyström: 21-17 / 18-21 / 21-16
- Thom Gicquel /  Delphine Delrue –  Rodion Kargaev /  Viktoriia Vorobeva: 21-15 / 21-17
- Rodion Alimov /  Alina Davletova –  Eloi Adam /  Anne Tran: 21-15 / 21-18
- Gregory Mairs /  Jenny Moore –  Vladimir Nikulov /  Anastasiia Semenova: 21-9 / 21-15
- Peter Käsbauer /  Olga Konon –  Thom Gicquel /  Delphine Delrue: 21-16 / 25-23
- Gregory Mairs /  Jenny Moore –  Rodion Alimov /  Alina Davletova: 21-17 / 8-21 / 21-19
- Peter Käsbauer /  Olga Konon –  Gregory Mairs /  Jenny Moore: 21-14 / 21-12